# Заря (Давлекановский район)
Заря (баш. Заря) — деревня в Давлекановском районе Республики Башкортостан Российской Федерации. Входит в состав Бик-Кармалинского сельсовета.

## География

### Географическое положение
Расстояние до:
- районного центра (Давлеканово): 26 км,
- центра сельсовета (Бик-Кармалы): 2 км,
- ближайшей ж/д станции (Давлеканово): 26 км.

## История
Деревня Заря, возможно названа по колхозу «Заря» и ранее носила название пос. Чуюнчинской МТС. Находился посёлок при тех же координатах при местной дороге от центра сельсовета Бик-Кармалы и имел, по данным справочника административно-территориального деления на 1 июня 1952 года идентичное географическое положение: до Давлеканово 25 км, до Бик-Кармалы 2 км. Согласно тому же справочнику, деревня Заря не зафиксирована. Нет её по данным Всесоюзной переписи 1939 года, в отличие от пос. Чуюнчинской МТС (78 мужчин, 73 женщин, всего 151 человек).

## Население
| 2002 | 2009 | 2010 |
| ---- | ---- | ---- |
| 78   | ↘74  | ↘65  |

Согласно переписи 2002 года, преобладающая национальность — татары (72 %).

## Известные уроженцы и жители
- Худякова, Лариса Петровна (2 сентября 1946 года, Чуюнчинская МТС, Давлекановский район, Башкирская АССР) — советский, российский учёный-физикохимик. Доктор технических наук (2008). Профессор (2010).